# Liste der Baudenkmäler in Burgoberbach
Auf dieser Seite sind die Baudenkmäler in der mittelfränkischen Gemeinde Burgoberbach zusammengestellt. Diese Tabelle ist eine Teilliste der Liste der Baudenkmäler in Bayern. Grundlage ist die Bayerische Denkmalliste, die auf Basis des Bayerischen Denkmalschutzgesetzes vom 1. Oktober 1973 erstmals erstellt wurde und seither durch das Bayerische Landesamt für Denkmalpflege geführt wird. Die folgenden Angaben ersetzen nicht die rechtsverbindliche Auskunft der Denkmalschutzbehörde.
 Diese Liste gibt den Fortschreibungsstand vom 1. Mai 2020 wieder und enthält zwölf Baudenkmäler.

## Baudenkmäler nach Gemeindeteilen

### Burgoberbach
| Lage                            | Objekt                               | Beschreibung | Akten-Nr.             | Bild |
| ------------------------------- | ------------------------------------ | --- | --------------------- | ---- |
| Ansbacher Straße 1 (Standort)   | Gasthaus                             | Zweigeschossiger Walmdachbau auf hohem Kellergeschoss, mit Putzgliederung, frühes 19. Jahrhundert | D-5-71-127-1 Wikidata | BW   |
| Ansbacher Straße 2 (Standort)   | Ehemaliger Bauernhof                 | Zweigeschossiges Wohnstallhaus mit Satteldach und Putzgliederung, frühes 19. Jahrhundert, quer angefügte Scheune zweite Hälfte 19. Jahrhundert | D-5-71-127-2 Wikidata | BW   |
| Ansbacher Straße 6 (Standort)   | Katholische Pfarrkirche St. Nikolaus | Verputzter Saalbau mit stark eingezogenem, gerade schließendem Chor und angefügter Sakristei, weitgehender Neubau von Hanns Meier, 1957, ehemaliger Chorturm von um 1360 als Seitenkapelle integriert, Turmerhöhung von Gabriel de Gabrieli, 1711; mit Ausstattung | D-5-71-127-3 Wikidata | BW   |
| Bei der Hesselmühle (Standort)  | Feldkapelle                          | kleiner Putzbau mit offener Vorhalle, wohl 19. Jahrhundert | D-5-71-127-9 Wikidata | BW   |
| Herrieder Straße (Standort)     | Wegkapelle                           | Kleiner schmaler Putzbau, erste Hälfte 20. Jahrhundert | D-5-71-127-8 Wikidata | BW   |
| Pfarrstraße 7 (Standort)        | Pfarrhaus                            | Zweigeschossiger Massivbau auf hohem Kellergeschoss, mit Krüppelwalmdach und Putzgliederung, 1818 | D-5-71-127-4 Wikidata | BW   |
| Triesdorfer Straße (Standort)   | Katholische Nebenkirche St. Leonhard | Spätgotische Saalkirche mit stark eingezogenem, gerade schließendem Chor, verputzter Quaderbau mit südlichem Flankenturm, 1474, Chor und Turm 1625/31; mit Ausstattung                                                                                             | D-5-71-127-6 Wikidata | BW   |
| Triesdorfer Straße (Standort)   | Friedhofskreuz                       | Gusseiserner Korpus im historisierenden Stil auf Holzkreuz, Ende 19. Jahrhundert | D-5-71-127-6 Wikidata | BW   |
| Triesdorfer Straße (Standort)   | Friedhofsmauer                       | Nördlicher Abschnitt aus geschlämmtem Bruchstein mit Blendarkaden, 1936 | D-5-71-127-6 Wikidata | BW   |
| Triesdorfer Straße 1 (Standort) | Ehemaliges Gasthaus                  | Zweigeschossiger Traufseitbau mit Krüppelwalm und Putzgliederung, 1832 | D-5-71-127-5 Wikidata | BW   |

### Gerersdorf
| Lage                    | Objekt                            | Beschreibung                                                                      | Akten-Nr.              | Bild |
| ----------------------- | --------------------------------- | --------------------------------------------------------------------------------- | ---------------------- | ---- |
| Gerersdorf 1 (Standort) | Ehemalige Wassermühle             | Zweigeschossiger verputzter Massivbau mit Satteldach und Hausteingliederung, 1832 | D-5-71-127-11 Wikidata | BW   |
| Gerersdorf 1 (Standort) | Ehemalige Wassermühle, Mühlweiher |                                                                                   | D-5-71-127-11 Wikidata | BW   |
| Gerersdorf 1 (Standort) | Ehemalige Wassermühle, Scheune    | Massivbau mit Satteldach, gleichzeitig                                            | D-5-71-127-11 Wikidata | BW   |

### Niederoberbach
| Lage                        | Objekt                                   | Beschreibung                                                                                                   | Akten-Nr.              | Bild |
| --------------------------- | ---------------------------------------- | --- | ---------------------- | ---- |
| Niederoberbach 1 (Standort) | Gaststätte                               | Zweigeschossiger Walmdachbau mit Putzgliederung und eingeschossigem Anbau mit Krüppelwalmdach, 18. Jahrhundert | D-5-71-127-15 Wikidata | BW   |
| Reisachwasen (Standort)     | Evangelisch-lutherische Friedhofskapelle | Schlichter verputzter Saalbau mit geradem Chorschluss, angefügter Sakristei und Dachreiter, Neubau von 1938    | D-5-71-127-13 Wikidata | BW   |
| Reisachwasen (Standort)     | Friedhofsmauer                           | Bruchstein, zum Teil wohl noch mittelalterlich; Grabsteine, 18.–20. Jahrhundert                                | D-5-71-127-13 Wikidata | BW   |
| Reisachwasen (Standort)     | Kriegerdenkmal                           | Liegende Figur mit Engel auf Sarkophag und Postament, Sandstein, 1914/19                                       | D-5-71-127-13 Wikidata | BW   |

### Sommersdorf
In Sommersdorf befindet sich ein Burg- und Schlosskomplex, der aus folgenden Teilen besteht:

| Lage                                 | Objekt | Beschreibung | Akten-Nr.              | Bild |
| ------------------------------------ | --- | --- | ---------------------- | --- |
| Sommersdorf 1 (Standort)             | Ehemalige Ganerbenburg und Wasserschloss Sommersdorf                                                        | Regelmäßige Anlage mit symmetrischen Achsen und angefügtem Ökonomiehof, durch Ludwig von Eyb 1391 erbaut, Neuanlage des Vorwerks und Neubau der Kapelle 1468, östlicher Wirtschaftshof im 18. Jahrhundert erbaut: Wasserschloss, auf quadratischem Grundriss zwei parallele zwei- und dreigeschossige Wohnflügel mit dazwischenliegendem Hof, unverputzter Bruchstein, 1391, Veränderungen um 19. Jahrhundert | D-5-71-127-17 Wikidata | weitere Bilder                                                                                              |
| Sommersdorf 1 (Standort)             | Ehemalige Ganerbenburg und Wasserschloss Sommersdorf, Zwinger                                               | Quadratische Burgbefestigung mit runden Ecktürmen und teils unterirdischen Wehrgängen, 14./15. Jahrhundert | D-5-71-127-17 Wikidata | weitere Bilder                                                                                              |
| Sommersdorf 1 (Standort)             | Ehemalige Ganerbenburg und Wasserschloss Sommersdorf                                                        | Hoher runder Turm aus unverputztem Bruchstein, 1391 | D-5-71-127-17 Wikidata | weitere Bilder                                                                                              |
| Sommersdorf 1 (Standort)             | Ehemalige Ganerbenburg und Wasserschloss Sommersdorf, Wassergraben                                          | Um 1400 | D-5-71-127-17 Wikidata | weitere Bilder                                                                                              |
| Sommersdorf 1 (Standort)             | Ehemalige Ganerbenburg und Wasserschloss Sommersdorf, Zugangsbrücke                                         | Dreibogiger Bau aus Werkstein, 19. Jahrhundert | D-5-71-127-17 Wikidata | weitere Bilder                                                                                              |
| Sommersdorf 1 (Standort)             | Ehemaliger Torturm, sogenanntes Käschperle                                                                  | Anstelle der ersten Burgkapelle errichteter Rundturm des Vorwerks, Bruchstein, 1460/70 | D-5-71-127-17 Wikidata | weitere Bilder                                                                                              |
| Sommersdorf 1 (Standort)             | Ehemalige Zehntscheune, jetzt evangelisch-lutherische Pfarrkirche                                           | Eingeschossiger Satteldachbau mit massivem Erdgeschoss und Fachwerkgiebel, im Kern zweite Hälfte 15. Jahrhundert, Umbau zur Kirche mit angefügter Sakristei 1923; mit Ausstattung | D-5-71-127-17 Wikidata | weitere Bilder                                                                                              |
| Sommersdorf 1 (Standort)             | Ehemalige Schlosskapelle St. Stephan und Sebastian und evangelisch-lutherische Pfarrkirche, jetzt Pfarrsaal | Verputzter Saalbau ohne Chorausweisung, 1468, südlicher Flankenturm zugleich Bestandteil der Vorwerksbefestigung, Erhöhung 1722 | D-5-71-127-17 Wikidata | Ehemalige Schlosskapelle St. Stephan und Sebastian und evangelisch-lutherische Pfarrkirche, jetzt Pfarrsaal |
| Sommersdorf 1 (Standort)             | Torturm des Wirtschaftshofes                                                                                | Zweigeschossiger Putzbau mit Mansardwalmdach und Uhrtürmchen, 18. Jahrhundert | D-5-71-127-17 Wikidata | weitere Bilder                                                                                              |
| Sommersdorf 1 (Standort)             | Schlosshofmauer                                                                                             | Bruchstein, 18. Jahrhundert | D-5-71-127-17 Wikidata | BW |
| Sommersdorf 5 (Standort)             | Pfarrhaus                                                                                                   | Zweigeschossiger verputzter Fachwerkbau mit Walmdach, bezeichnet „1749“ | D-5-71-127-17 Wikidata | BW |
| Sommersdorf 1 (Standort)             | Ehemaliges Kastenamts- und Schulhaus                                                                        | Zweigeschossiger verputzter Fachwerkbau mit Walmdach, um 1717 | D-5-71-127-17 Wikidata | BW |
| Sommersdorf 1 (Standort)             | Nebengebäude                                                                                                | Erdgeschossiger Bruchsteinbau mit Walmdach, 18. Jahrhundert | D-5-71-127-17 Wikidata | BW |
| Sommersdorf 1 (Standort)             | Ehemaliges Wohnwirtschaftsgebäude                                                                           | Zweigeschossiger verputzter Kopfbau mit Walmdach und angefügtem erdgeschossigem Wirtschaftsgebäude aus Bruchstein mit Satteldach, 18. Jahrhundert | D-5-71-127-17 Wikidata | BW |
| Sommersdorf 3 a, 3 b, 3 c (Standort) | Sogenanntes Böhmisches Haus, ehemaliges Stall- und Wirtschaftsgebäude                                       | Erdgeschossiger Satteldachbau aus Bruchstein, im Kern um 1750, Erweiterung 19. Jahrhundert | D-5-71-127-17 Wikidata | BW |
| Sommersdorf 1 (Standort)             | Scheune | Backsteinbau mit Satteldach, 18. Jahrhundert | D-5-71-127-17 Wikidata | BW |
| Sommersdorf 1 (Standort)             | Ehemalige Stallscheune                                                                                      | Erdgeschossiger Satteldachbau aus Bruchstein mit Fachwerkgiebel, 18. Jahrhundert | D-5-71-127-17 Wikidata | BW |
| Sommersdorf 1 (Standort)             | Fischteiche                                                                                                 | 19./20. Jahrhundert | D-5-71-127-17 Wikidata | weitere Bilder                                                                                              |

## Ehemalige Baudenkmäler
In diesem Abschnitt sind Objekte aufgeführt, die früher einmal in der Denkmalliste eingetragen waren, jetzt aber nicht mehr. Objekte, die in anderem Zusammenhang also z. B. als Teil eines Baudenkmals weiter eingetragen sind, sollen hier nicht aufgeführt werden. Aktennummern in diesem Abschnitt sind ehemalige, jetzt nicht mehr gültige Aktennummern.

| Lage | Objekt     | Beschreibung                                 | Akten-Nr.              | Bild |
| --- | ---------- | -------------------------------------------- | ---------------------- | --- |
| Neuses Neuses 44, 45 (ca. 600 m südlich der Ortsmitte von Burgoberbach an der Wassertrüdinger Straße) (Standort) | Steinkreuz | Mittelalterlich                              | D-5-71-127-10          | [[Vorlage:Bilderwunsch/code!/C:49.23221,10.59196!/D:Neuses 44, 45 (ca. 600 m südlich der Ortsmitte von Burgoberbach an der Wassertrüdinger Straße), Steinkreuz!/\|BW]] |
| Niederoberbach Hesselbach ()                                                                                     | Brücke     | einbogig, über den Bach, 18./19. Jahrhundert | D-5-71-127-16 Wikidata | |